# باول هورنزباي
باول هورنزباي (بالإنجليزية: Paul Hornsby)‏ هو منتج أسطوانات وملحن أمريكي، ولد في 1944.

## وصلات خارجية
- باول هورنزباي على موقع IMDb (الإنجليزية)
- باول هورنزباي على موقع ديسكوغز (الإنجليزية)